# Lithophane nicaeensis
Lithophane nicaeensis är en fjärilsart som beskrevs av Charles Boursin 1957. Lithophane nicaeensis ingår i släktet Lithophane och familjen nattflyn. Inga underarter finns listade i Catalogue of Life.